# Viktor Dyk
Viktor Dyk (31 de diciembre de 1877, Pšovka u Mělníka - 14 de mayo de 1931, cerca de la isla de Lopud, en Yugoslavia) fue un poeta, escritor, político y abogado checo.

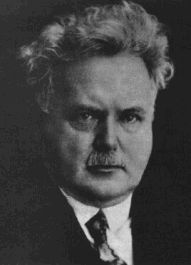
Viktor Dyk.

Después del Bachillerato, estudió Leyes en Praga, entonces perteneciente al Imperio austrohúngaro. Desde 1907 hasta su muerte fue redactor del periódico Lumír y participó también en Samostatnost. Durante la Primera Guerra Mundial fue arrestado por sus actividades contra Austria-Hungría.
Con la creación de Checoslovaquia, en 1918, entró a formar parte de la redacción de Národní listy. Políticamente, en 1911 había entrado en el Státoprávně pokroková strana y en 1918 participó en la creación del Národní demokratická strana, por lo que fue elegido diputado y senador en el Parlamento checo.

## Obra

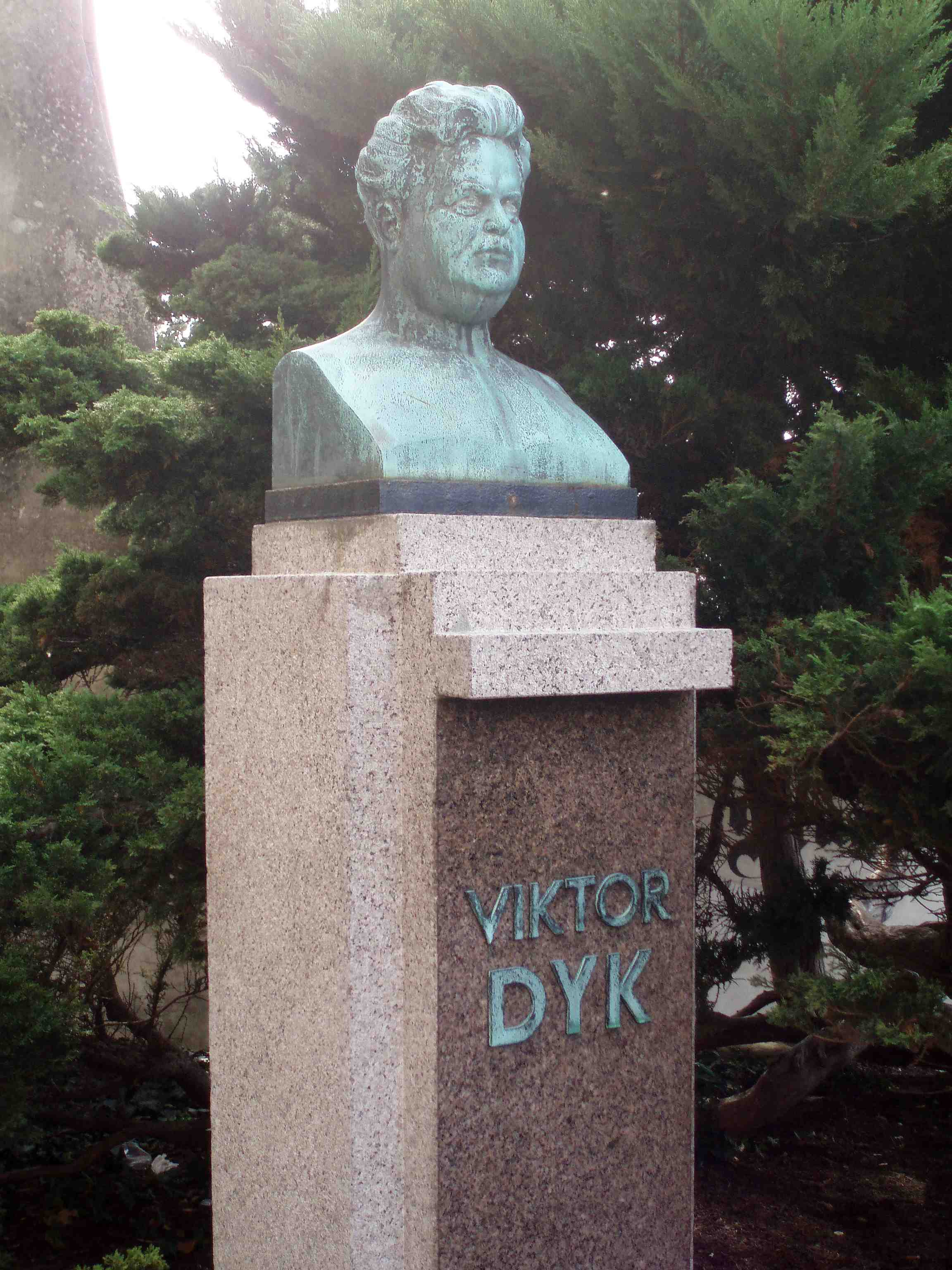
Monumento a Viktor Dyk en Mělník.

### Poesía
- A porta inferi, 1897
- Síla života, 1898
- Marnosti, 1900
- Buřiči, 1903
- Satiry a sarkasmy, 1905
- Milá sedmi loupežníků, 1906
- Pohádky z naší vesnice, 1910
- Giuseppe Moro, 1911
- Prohrané kampaně, 1914
- Lehké a těžké kroky , 1915
- Zápas Jiřího Macků, 1916
- Noci chiméry, 1917
- Anebo, 1918
- Okno, 1921
- Pan poslanec, 1921
- Poslední rok, 1922
- Podél cesty, 1922
- Domy, 1926
- Zpěvy v bouři, 1928
- Devátá vlna, 1930

### Narracións
- Hučí jez a jiné prózy, 1903
- Píseň o vrbě, 1908
- Příhody, 1911
- Krysař, 1915
- Tichý dům, 1921
- Tajemná dobrodružství Alexeje Iványče Kozulinova, 1923
- Můj přítel Čehona, 1925
- Holoubek Kuzma, 1928

### Novelas
- Konec Hackenschmidův, 1904
- Prosinec, 1906
- Prsty Habakukovy, 1925
- Soykovy děti, 1929

### Teatro
- Epizoda, 1906
- Smuteční hostina, 1906
- Posel, 1907
- Zmoudření Dona Quijota, 1913
- Veliký mág, 1914
- Zvěrstva, 1919
- Ondřej a drak, 1920
- Revoluční trilogie, 1921
- Napravený plukovník Švec, 1929

### Memorias
- Vzpomínky a komentáře, 1927

- Datos: Q109067
- Multimedia: Viktor Dyk / Q109067